# KkStB 660
Die Dampflokomotivreihe kkStB 660 war eine Güterzug- und Personenzug-Schlepptenderlokomotivreihe der kkStB, die ursprünglich von der StEG stammte.
Die StEG startete um 1900 mehrere Versuche an 1C-Lokomotiven, die sowohl für den Güterzug- als auch für den Personenzugdienst geeignet sein sollten.
Die Dreizylinder-Verbundmaschinen 38.51–60 wurden 1905 von der eigenen Lokomotivfabrik der StEG geliefert.
Nach dem Ersten Weltkrieg wurde die Reihe der ČSD als 344.2 (8 Stück) und der BBÖ (2 Stück) zugeteilt.
Die BBÖ musterte ihre Maschinen 1927 aus.
Die ČSD baute sie mit Ausnahme der 344.207, die 1926 ausgemustert wurde, in 344.1 und 344.3 um.
In dieser Form blieben die Maschinen bis in die 1960er Jahre im Einsatz.